# Pfarrkirche Scheuchenstein

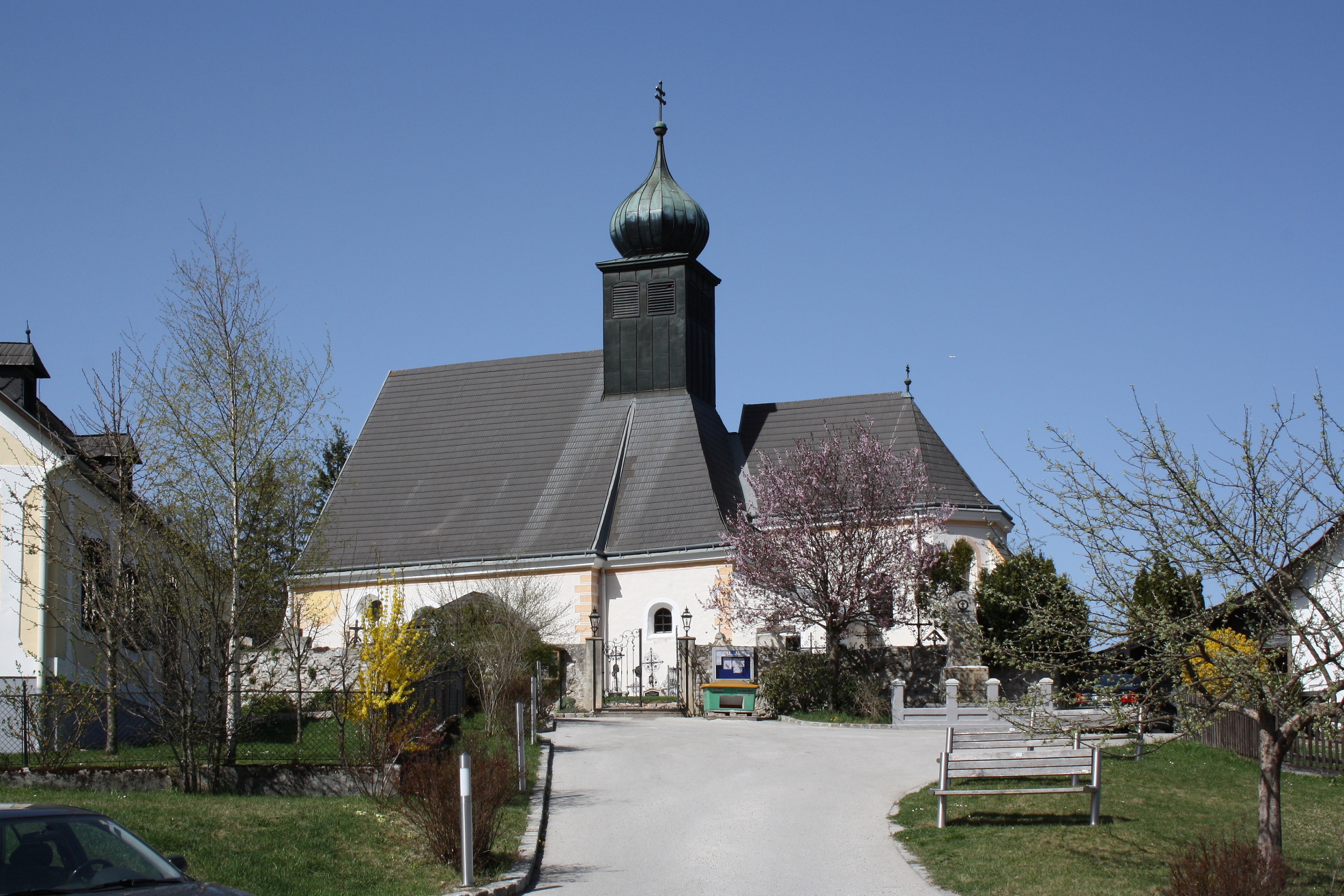
Katholische Pfarrkirche hl. Rupert in Scheuchenstein

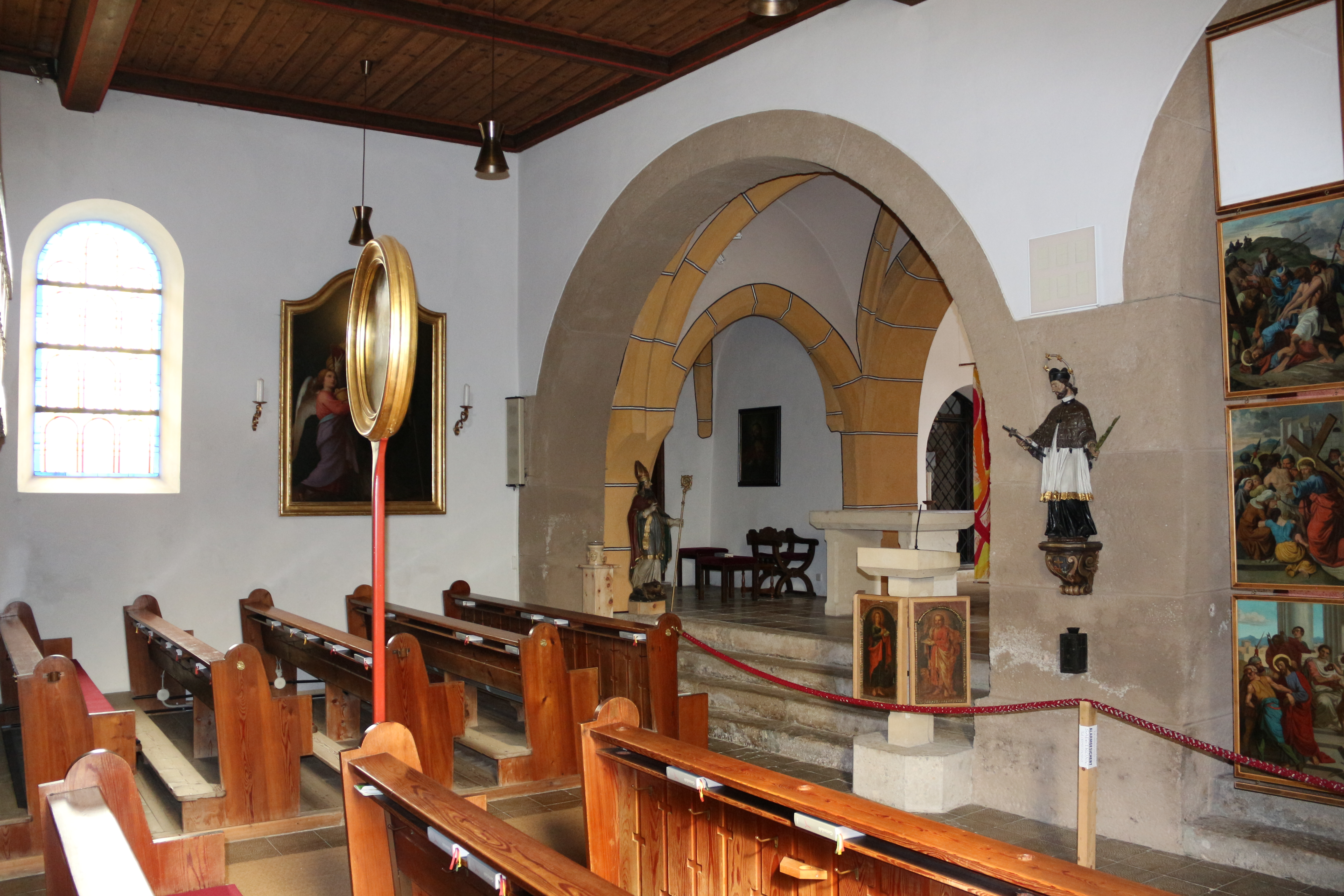
Langhaus, Blick zum nördlichen Triumphbogen, Volksaltar und Ambo im Vorjoch

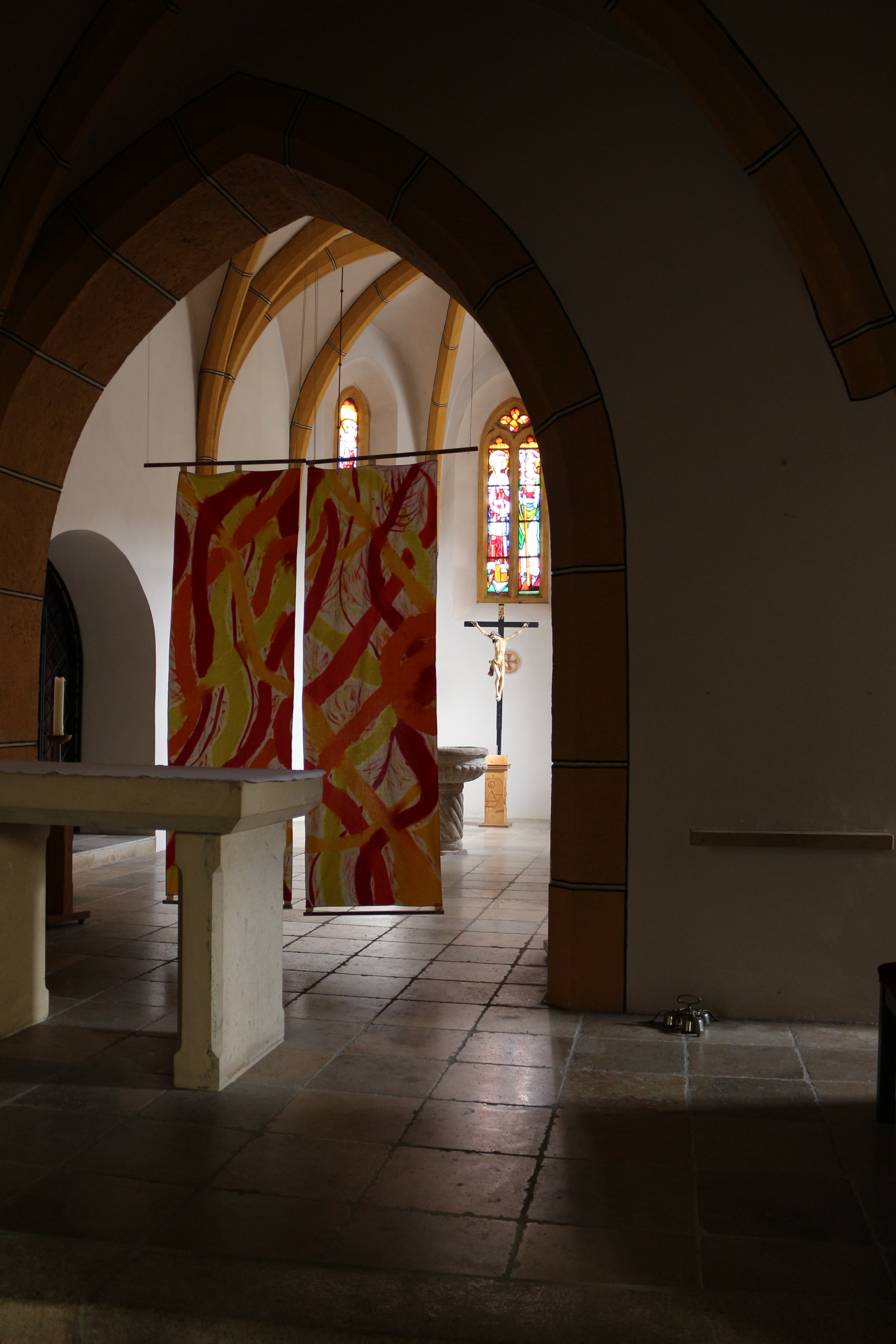
Vorjoch, Blick in den gotischen Chor, nun Taufkapelle

Die Pfarrkirche Scheuchenstein steht leicht erhöht in der Ortsmitte von Scheuchenstein in der Gemeinde Miesenbach im Bezirk Wiener Neustadt-Land in Niederösterreich. Die dem Patrozinium hl. Rupert von Salzburg unterstellte römisch-katholische Pfarrkirche gehört zum Dekanat Piesting im Vikariat Unter dem Wienerwald der Erzdiözese Wien. Die Kirche steht unter Denkmalschutz (Listeneintrag).

## Geschichte
Anfänglich eine Filiale der Pfarre Waidmannsfeld, wurde 1342 eine Pfarre genannt. 1510 unter dem Patronat der Herrschaft Starhemberg wurde 1579 die Pfarre aufgehoben, 1783 wieder errichtet und 1785 der Erzdiözese Wien unterstellt.
1770 erfolgte eine Umbau mit Erweiterung. 1990 wurde die Kirche innen, 1994 außen restauriert.

## Architektur
Der im Kern romanische Burg-Kirchen-Anlage wurde gotisch und barock erweitert und ist von einem Friedhof mit einer Ummauerung umgeben. Der Kirchenbau unter einem massiven hoch gezogenen Satteldach trägt einen hölzernen Dachreiter mit einer Zwiebelhaube über dem romanischen Chor. Der Chorbereich ist komplex, mit einem spätromanischen Chorquadrat, nördlich davon ein Vorjoch zum gotischen Chor bzw. Kapelle mit einem Fünfachtelschluss.
Das Kirchenäußere zeigt ein 1770 barockisiertes Langhaus mit Rundbogen- und Kreisfenstern und eine ungegliederte fast fensterlose westliche Giebelfront mit Schlitzfenster im Dachgeschoß. Vor dem Westportal steht ein Vorbau unter einem Pultdach. Im Nordosten an das romanische Chorquadrat angesetzt und aus der Achse des Langhauses nach Norden versetzt befindet sich ein gotischer Chor/Kapelle als Doppelkirche in zeittypischer starker Staffelung, das Polygon des gotischen Chores hat starke, einmal abgetreppte Strebepfeiler. Es gibt je ein Lanzettfenster und ostseitig zweibahnige Maßwerkfenster mit Vierblatt im Bogenquadrat wohl aus dem Anfang des 14. Jahrhunderts. Nordseitig am Polygon befinden sich zwei Anbauten, die alte Sakristei und in der Verlängerung des mittelalterlichen Vorjochs eine barocke neue Sakristei. Die Fassade der Kirche zeigt Quadermalerei um 1600, welche 1994 wiederhergestellt wurde. Es gibt eine Sonnenuhr.
Das Kircheninnere zeigt ein quergelagertes Langhaus unter einer flachen Kassettendecke von 1941. Es gibt eine bemerkenswert weit vorgezogene Westempore mit dekorativen Schnitzereien, eingezogen 1688, nachdem zuvor die Trennwand zwischen zwei Langhausschiffen entfernt worden ist. Zu den zwei Chören gibt es vorgeblendete barocke rundbogige Triumphbögen.
Im Süden zeigt sich hinter dem Triumphbogen leicht erhöht das ehemalige spätromanische Chorquadrat mit einem östlichen, abgemauerten spätromanischen Rundbogenfenster, das Kreuzgewölbe hat derbe Polygonalrippen auf Diensten auf wulstigen Konsolen und Topfkapitellen mit einem bemerkenswerten hängenden Rosettenschlussstein mit vier maskenhaften Reliefköpfen und erhobenen Armen mit einem Tragegestus. Unter dem Chorquadrat befindet sich die Gruft der 1530 ausgestorbenen Familie von Scheuchenstein, schon ursprünglich im 13. Jahrhundert erbaut, im Barock als Beinhaus genutzt, und ehedem von außen zugänglich.
Im Norden zeigt sich hinter dem Triumphbogen erhöht ein querrechteckiges kreuzrippengewölbtes Vorjoch aus dem Anfang des 14. Jahrhunderts mit einer Ausweitung zu einem nischenartigen Anraum im Norden. Es gibt einen spitzbogigen Triumphbogen zum gotischen Chor und einen gedrückten spitzbogigen Bogen zum Anraum. Der einjochige gotische Chor/Kapelle aus dem ersten Viertel des 14. Jahrhunderts schließt mit einem Fünfachtelschluss und hat ein Kreuzrippengewölbe mit konkav abgeschnittenen schmalen Polygonalrippen. In der Nordwand des Chores gibt es ein frühgotisches Sakramentshaus mit einer Eisentür aus dem Anfang des 14. Jahrhunderts. Die alte Sakristei ist ein quadratischer tonnengewölbter Raum.
Die Wandmalerei im Chor zeigt drei Weihekreuze aus dem ersten Viertel des 14. Jahrhunderts. Die Glasmalerei in den Maßwerkfenstern des Chores ist  nach einem Entwurf von Hans A. Brunner 1946 entstanden. Dargestellt sind die vor allem im Raum Österreich verehrten Heiligen Hemma, Leopold, Rupert und Severin, ausgeführt 1950.

## Ausstattung
Die Altarmensa aus Sandstein stammt aus dem Jahr 1974, der Sandsteinambo aus dem Jahr 1988. Das Muschelbecken des Taufsteins (um 1650) im Chor steht auf einer gedrehten Säule.
Das ehemalige Altarbild des hl. Rupert von Salzburg, Patron der Kirche, von Leopold Kupelwieser wurde 1847 von Friedrich Gauermann gestiftet. Ein Leinwandbild, eine Kreuzabnahme aus der ersten Hälfte des 17. Jahrhunderts, ist eine italienische Arbeit nach Daniele da Volterra. Es gibt ein Doppelbild der Heiligen Elisabeth und Friedrich (1863).
Es gibt ein Kruzifix aus der ersten Hälfte des 19. Jahrhunderts, eine Figur hl. Patricius um 1770, eine Figur des Pestheiligen Johannes Nepomuk um 1740, eine Figur hl. Josef aus dem Ende des 18. Jahrhunderts. Die Madonnenfigur in gotisierenden Formen im Rundbogenfenster des ehemaligen Chorquadrates wurde von Friedrich Heckerling 1943 geschaffen.
Die Orgel baute Herbert Gollini 1991. Eine Glocke nennt Ignaz Hilzer 1875.